# Fall Omar Raddad

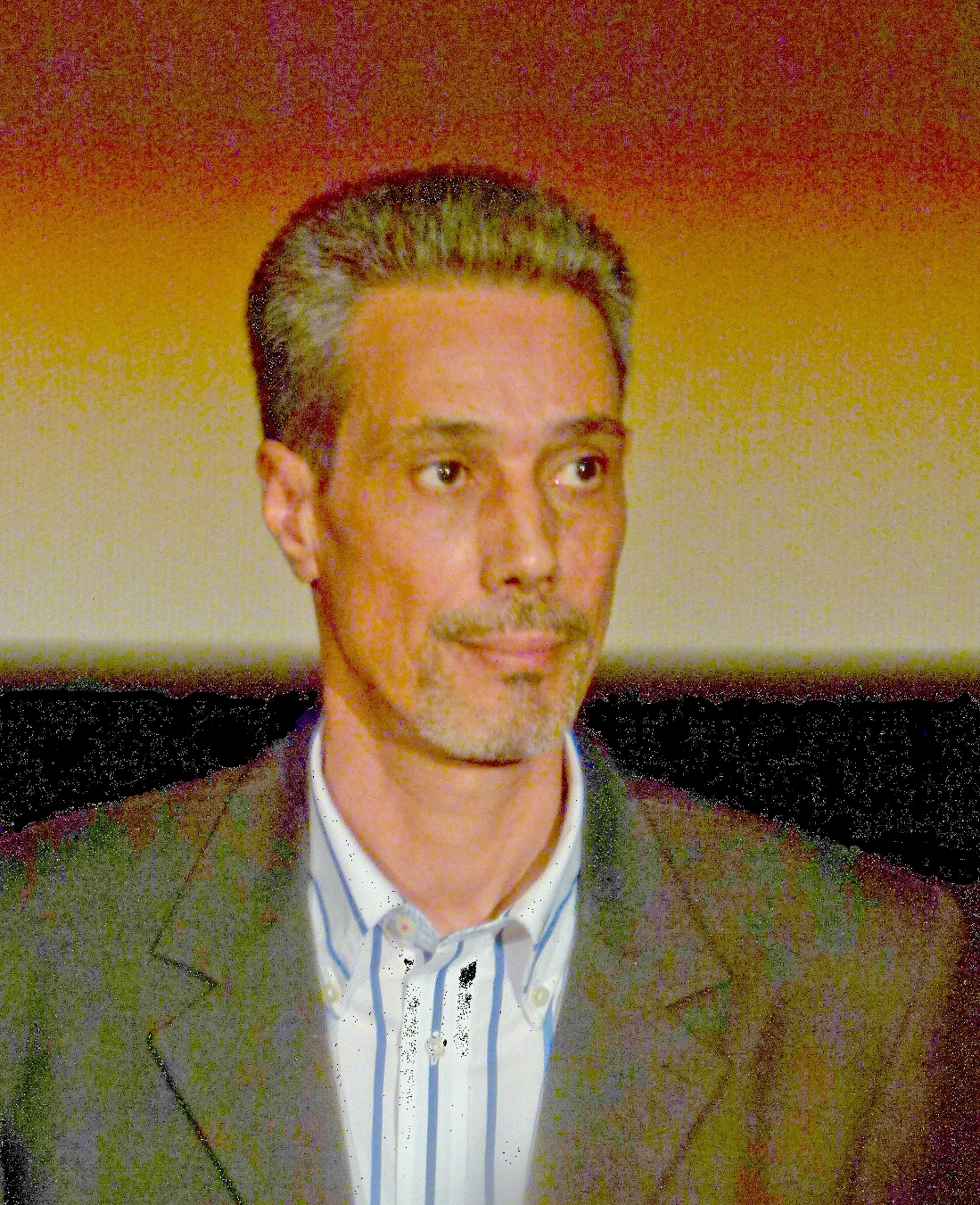
Omar Raddad, 2011

Der Fall Omar Raddad begann mit dem Mord an Ghislaine Marchal im Jahr 1991 in ihrer Villa „La Chamade“ in Mougins (Alpes-Maritimes). Der grammatikalisch falsche Satz „OMAR M’A TUER“ (etwa: „Omar hat mich töten“), der mit Marchals Blut an die Wand am Tatort geschrieben wurde, bewog die Justiz dazu, den Marokkaner Omar Raddad, Gärtner des Opfers, trotz seiner Unschuldsbeteuerungen anzuklagen. Der Angeklagte wurde von dem Rechtsanwalt Jacques Vergès verteidigt und am 2. Februar 1994 zu 18 Jahren Haft verurteilt. Am 4. September 1998, nach sieben Jahren im Gefängnis, kam er frei, nachdem der damalige französische Präsident Jacques Chirac ihn am 10. Mai 1996 begnadigt hatte. Allerdings kämpft Raddad noch bis heute um die Bestätigung seiner Unschuld. Im Oktober 2022 lehnte die Untersuchungskommission den Antrag von Omar Raddad auf Überprüfung des Prozesses ab.

## Hintergrund
Dieser Fall wurde aufgrund der Unklarheiten, die das Szenario des Mordes umgeben, bekannt. Die Leiche von Ghislaine Marchal wurde im Keller gefunden, dessen Tür von innen abgeschlossen war. Offene Fragen waren etwa, ob Marchal trotz der schrecklichen Verletzungen, die an ihrem Körper festzustellen waren, wirklich die Zeit und die Kraft hatte, um sich einzuschließen und die Wörter an die Wand zu schreiben oder ob diese vom Mörder geschrieben wurden.
Die Verurteilung des Gärtners verursachte große Kontroversen in Frankreich wie auch in Marokko, seinem Heimatland. Die Verteidigung kritisierte die Art und Weise, in der die Ermittlungen durchgeführt wurden und widersprach unter anderem den Ergebnissen der Autopsie und der grafologischen Analysen. Nach der Verurteilung verkündete Vergès, dass der nordafrikanische Ursprung des Angeklagten eine Rolle in dem Prozess gespielt hat, vor allem nachdem herauskam, dass die Ermittler dem Richter die Anwesenheit einer dritten DNA-Spur damals nicht mitteilten und Omar Raddad die ganze Zeit als einzigen Verdächtigen präsentierten.
Der Satz in Blut „OMAR M’A TUER“ bleibt bis heute symbolträchtig und auch fragwürdig, da er falsch geschrieben wurde. Die korrekte Schreibweise wäre „Omar m’a tuée“. Ein solcher Konjugationsfehler ist von einer aristokratischen, gut ausgebildeten Frau wie Ghislaine Marchal sehr unwahrscheinlich.

## Rezeption
Das 2011 erschienene französische Filmdrama Omar – Ein Justizskandal von Roschdy Zem behandelt den Fall.